# 鈍吻線鰭電鰻
鈍吻線鰭電鰻（学名：Sternopygus obtusirostris）為輻鰭魚綱電鰻目線鰭電鰻科的其中一種，為熱帶淡水魚，分布於南美洲亞馬遜河流域，體長可達56公分，棲息在洪氾區底中層水域，以無脊椎動物為食，生活習性不明。
其种加词“obtusirostris”意为“钝吻的”。